# Ban Sigeru
Ban Sigeru (japánul: 坂茂, Hepburn-féle átírással Ban Shigeru) (Tokió, 1957. augusztus 5. –) Pritzker-díjas japán építész, formatervező. Napjaink egyik leginnovatívabb formatervezője, a papírépítészet eredeti létrehozója, feltalálója.

## Szakmai élete, ismertetői
Ban Sigeru 1977 és 1980 között a Southern California Institute of Architecture-ön (SCI-ARC), majd John Hejduk égisze alatt 1980 és 1982 között a Cooper Union School of Architecture intézményben folytatott tanulmányokat.
Építészeti munkásságát segítségként fogja fel azok számára, akik arra a leginkább rászorulnak. Rendszeresen fölkeres természeti vagy emberi katasztrófa sújtotta helyszíneket, annak érdekében, hogy a fennálló hajléktalanhelyzetet javaslataival intelligens, ideiglenes hajlékokkal támogassa. Ezek az átmeneti szállások hulladékanyagból (leginkább papírból) vagy újrahasználható eszközökből készülnek, minimális anyagi költségből.
2020 júniusában több építésszel, séffel, a gazdasági Nobel-díjasokkal, a nemzetközi szervezetek vezetőivel, készült el a felhívás a mályva gazdaságért („A gazdaság kulturális reneszánszáért”), megjelentette a Corriere della Sera, az El País és a Le Monde.

## Idézet
- „Bárhova elmegyek, ahol emberi vagy természeti katasztrófa történik.”

## Díjai
- 2011: Perret-díj[4]
- 2014: Pritzker-díj[5]

## Képtár

### Fontosabb épületei

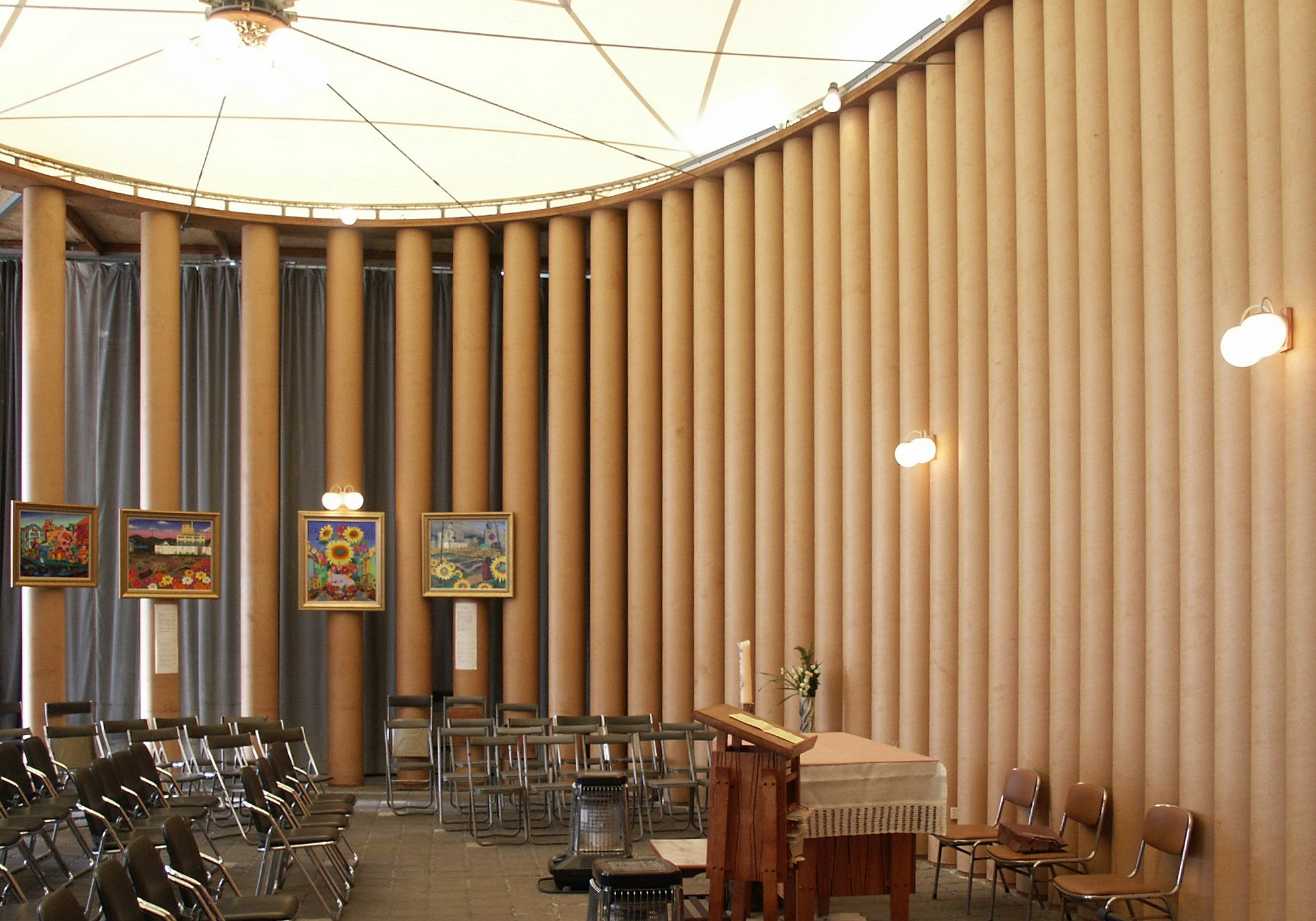
Takatori katolikus templom, Kóbe
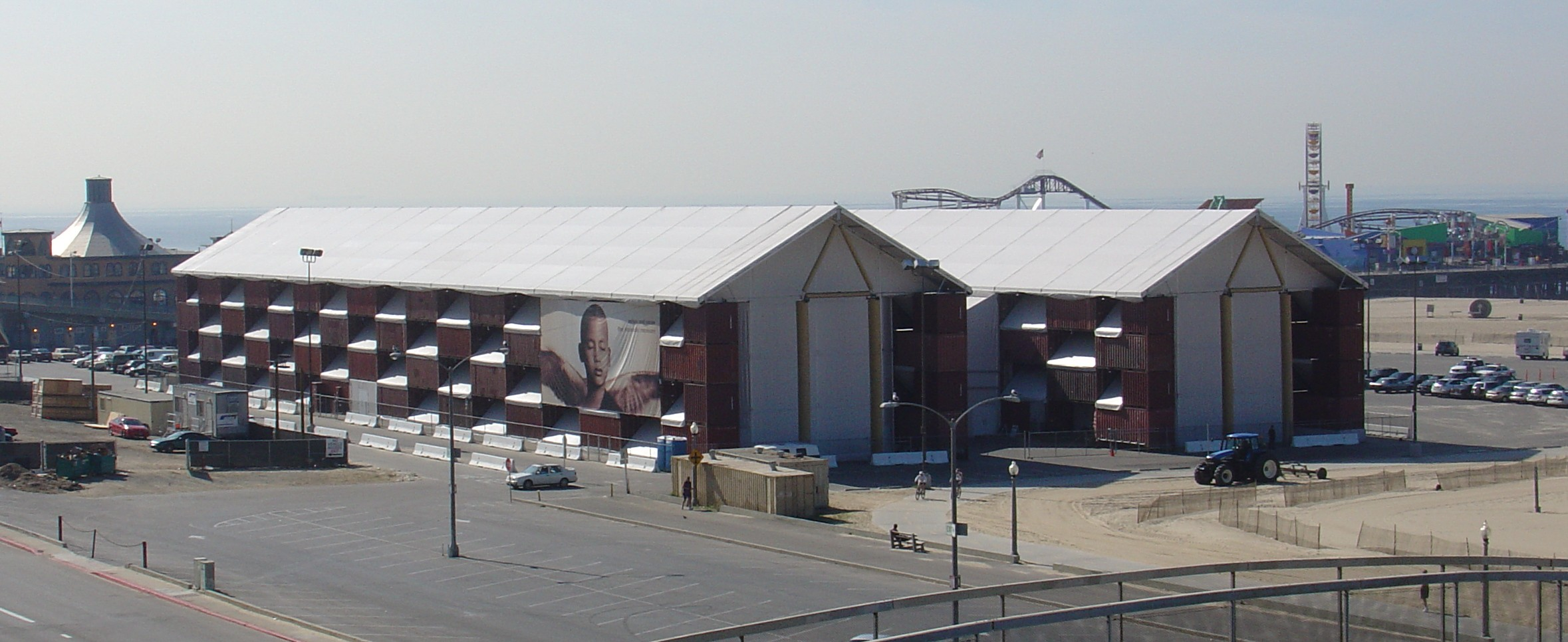
„Nomád Múzeum”, ideiglenes struktúra változó helyszínen, 156 darab konténerrel
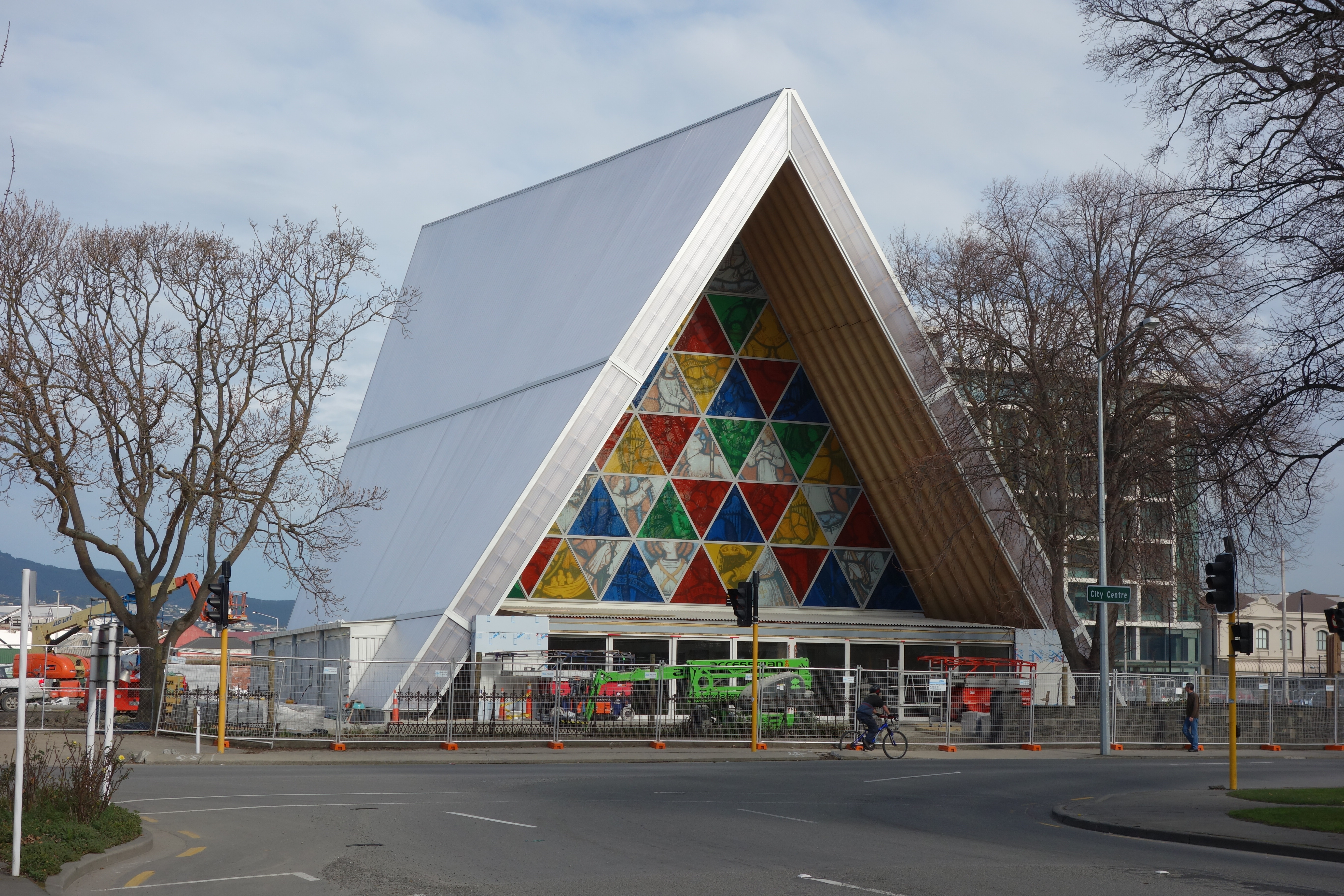
Baptista templom papírból, fából és üvegből Új-Zélandon, Christchurchben
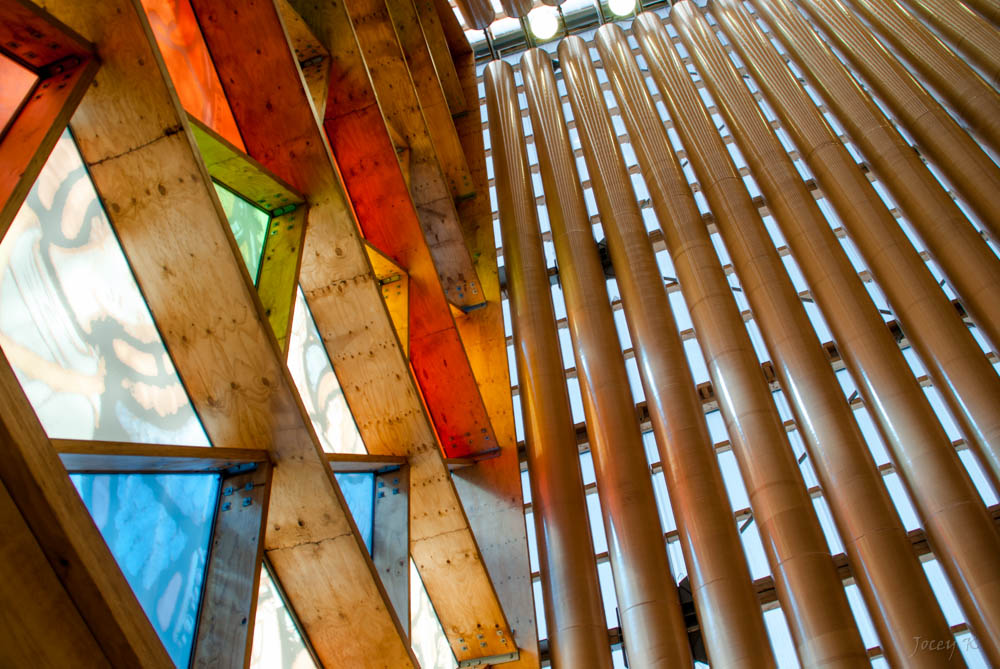
A christchurchi baptista templom
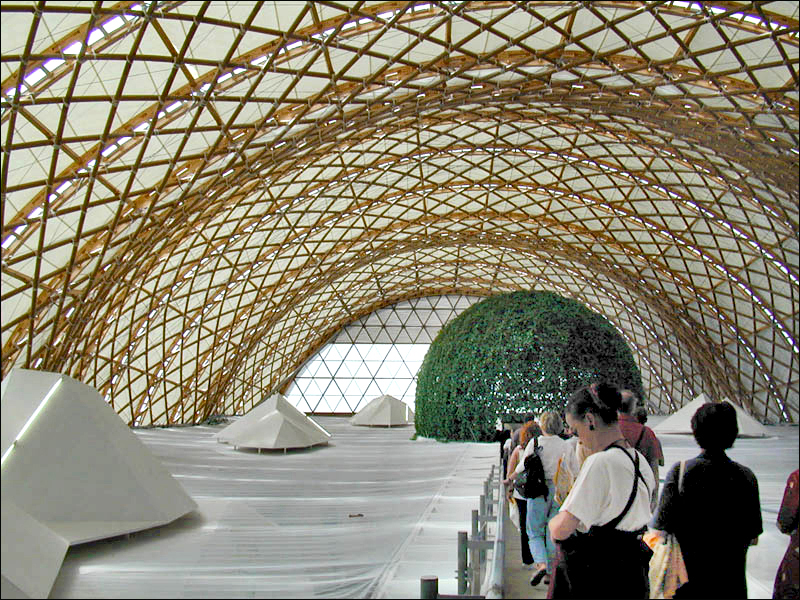
A 2000-es hannoveri Expo japán pavilonja (Otto Frei-jel közösen)
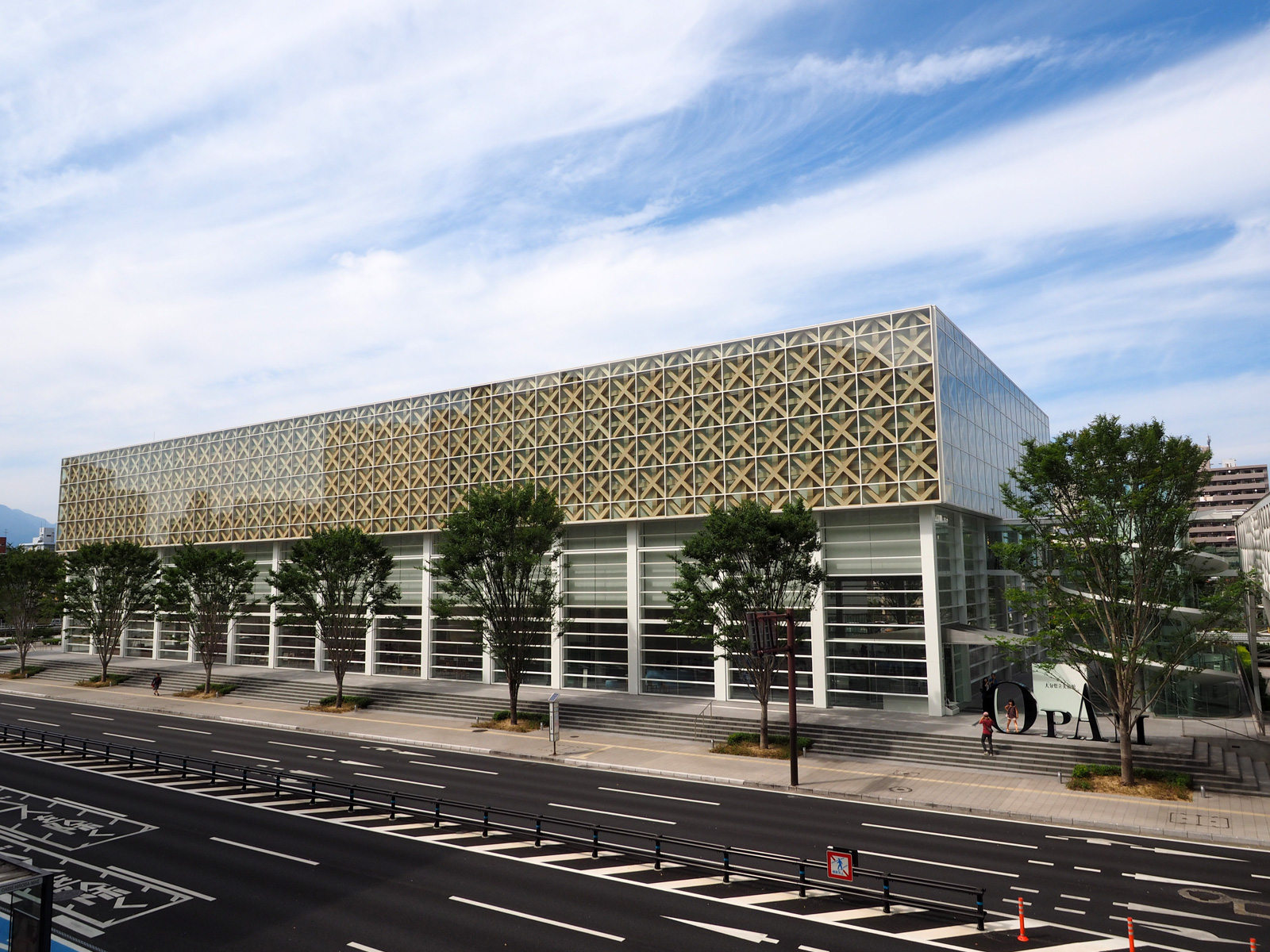
Óita Prefektúra Művészeti Múzeuma, Óita